# Philoria richmondensis
Espèce
Statut de conservation UICN

 EN B1ab(iii) : En danger
Philoria richmondensis est une espèce d'amphibiens de la famille des Limnodynastidae.

## Répartition
Cette espèce est endémique du Nord-Est de la Nouvelle-Galles du Sud en Australie. Elle se rencontre dans la Richmond Range au-dessus de 600 m d'altitude,.

## Description
Philoria richmondensis mesure jusqu'à 28 mm. Son dos est brun avec une bande noire irrégulière dans le bas du dos et des taches noires moins visibles dans le haut du dos.

## Étymologie
Son nom d'espèce, composé de richmond et du suffixe latin -ensis, « qui vit dans, qui habite », lui a été donné en référence au lieu de sa découverte, la Richmond Range.

## Publication originale
- Knowles, Mahony, Armstrong et Donnellan, 2004 : Systematics of sphagnum frogs of the genus Philoria (Anura : Myobatrachidae) in eastern Australia, with the description of two new species. Australian Museum Scientific Publications, Records of the Australian Museum, vol. 56, p. 57-74 (texte intégral).